# Francisco Foronda
Francisco Foronda Castaño (nacido el 17 de julio de 1972 en Girardota, Antioquia, Colombia) es un ex-futbolista colombiano. Jugaba de defensor. A su retiro retomo sus estudios universitarios en negocios internacionales y desde entonces (2010) ejerce esa profesión.
Según declaraciones del propio Foronda en los veinte años que estuvo activo en el fútbol profesional anotó 26 goles en 735 partidos. Adicionalmente, durante varios años ostento ante la FIFA el anti-récord de ser el futbolista que recibió más tarjetas rojas en la toda la historia del profesionalismo del fútbol, hasta que Gerardo Bedoya lo supero.

## Carrera
Se apasionó por el fútbol por el Real Madrid de la temporada 1983, simultáneamente ingreso a las Divisiones menores de Atlético Nacional siendo dirigido por César Maturana y Juan José Peláez, más adelante debutaría con este equipo con tan solo 17 años de edad, enfrentando al Deportivo Cali, de esta manera y gracias a la oportunidad que le dieron los entrenadores Francisco Maturana y Bolillo Gómez jugaría para el verdolaga durante 8 temporadas.
A pesar de que era esperado en Barranquila para ser anunciado como nuevo jugador del Junior quien iba a comprar sus derechos deportivos, decidió fichar a último momento con el Once Caldas donde permanece en calidad de cesión por 4 temporadas.
Luego, aunque es hincha confeso de Nacional y de las grandes campañas que cosechó en O. Caldas cumple su sueño de jugar en Millonarios durante la temporada 2002.

"Amo a Nacional, pero jugué en Millonarios con alegría. (..........) Quiero dejar claro que nosotros venimos a una institución como Millonarios porque la respetamos y porque siempre, a la mayoría de jugadores en Colombia, si no a todos, nos hubiera gustado jugar en Millonarios". Declaración de Pacho Foronda en el golcaracol.

En 2003 juga solamente dos meses en Deportivo Pereira, dado que un empresario lo convence para jugar en Rusia, donde ficha por un año y medio con el FC Alania Vladikavkaz bajo las órdenes del legendario Valeri Lobanovski. Cumplido su contrato pasa un semestre al Hapoel Ra'anana AFC de Israel.
Luego pasa brevemente en el primer trimestre de 2004 al modesto Pumas de Casanare. Para julio de 2004 llega a la Argentina para formar parte del Gimnasia de La Plata, con los lobos tan solo disputó 2 minutos en un partido amistoso frente a Cerrito de Uruguay ya que tuvo una grave lesión que lo dejó por fuera de las canchas por el resto de la temporada. No obstante, durante su periplo por el país gaucho aprovecho para estudiar el curso de entrenador de la ATFA.
En febrero de 2005 se fue a Bolivia para integrar la plantilla de Jorge Wilstermann. En ese año se fue a Venezuela para unirse al Deportivo Italmaracaibo. En 2006, a pesar de tener un acuerdo verbal para fichar con el campeón vigente de la Superliga de China regresó a Colombia por petición del entrenador Alexis García para jugar en La Equidad, en donde estuvo hasta 2007 siendo campeón de la B. En ese año se fue a Ecuador para sumarse al Deportivo Azogues. En 2008 regresó nuevamente a Colombia para ser parte del Bogotá FC, en donde se retiró.

## Clubes
| Club                    | País      | Año         | PJ  | Goles |
| ----------------------- | --------- | ----------- | --- | ----- |
| Atlético Nacional       | Colombia  | 1989-1997   | 160 | 4     |
| Once Caldas             | Colombia  | 1998-2001   | 184 | 6     |
| Millonarios             | Colombia  | 2002        | 7   | 0     |
| Alania Vladikavkaz      | Rusia     | 2002 - 2003 |     |       |
| Deportivo Pereira       | Colombia  | 2003        | 3   | 0     |
| Pumas de Casanare       | Colombia  | 2004        |     |       |
| Hapoel Ra'anana         | Israel    | 2004        |     |       |
| Gimnasia de La Plata    | Argentina | 2004        |     |       |
| Jorge Wilstermann       | Bolivia   | 2005        |     |       |
| Deportivo Italmaracaibo | Venezuela | 2005-2006   | 28  | 1     |
| La Equidad              | Colombia  | 2006-2007   | 38  | 2     |
| Deportivo Azogues       | Ecuador   | 2007        | 29  | 2     |
| Bogotá F. C.            | Colombia  | 2008        |     |       |

### Estadísticas
| Competición            | Partidos | Goles |
| ---------------------- | -------- | ----- |
| Primera División       | +318     | +8    |
| Primera División       |          |       |
| Primera División       |          |       |
| Primera División       |          |       |
| Primera División       |          |       |
| Primera División       | 28       | 1     |
| Primera División       | 29       | 2     |
| Segunda División       |          |       |
| Copa Libertadores      | 24       | 1     |
| Supercopa Sudamericana | 7        | 0     |
| Copa Merconorte        |          |       |
| Consolidado Total      |          |       |

## Palmarés
Bicampeón en Colombia con Atlético Nacional (1991 y 1994) y subcampeón de la Copa Libertadores con Atlético Nacional (1995)